# جيف سوتون
جيف سوتون (بالإنجليزية: Jefferson Howard Sutton)‏ هو كاتب خيال علمي وكاتب أمريكي، ولد في 1913 في لوس أنجلوس في الولايات المتحدة، وتوفي في 1979 في سان دييغو في الولايات المتحدة.